# Musashi (kickboxer)
Musashi, pseudonimo di Akio Mori (森昭生?, Mori Akio; 17 ottobre 1972), è un kickboxer giapponese.
È stato campione di Muay Thai della WAKO, del K-1 Japan GP (per ben quattro volte) e finalista K-1 World Grand Prix (due volte). Ha annunciato il suo ritiro in una conferenza stampa del 26 agosto 2009, dopo 14 anni di carriera professionistica.

## Biografia
Musashi è nato Akio Mori (森昭生) a Sakai, Osaka, Giappone. Dopo aver praticato la disciplina del karate Seido-kaikan (正道会館) ha utilizzato un ring name ispirato all'omonimo  samurai Musashi Miyamoto, poiché le sue tecniche di combattimento sembravano riproporre i movimenti di una katana. Musashi è stato allenato dall'ex campione WBA dei supermedi (dal 1994 al 1999) Frankie Liles. Suo fratello più vecchio, Tomo, era anch'egli un lottatore del K-1.